# Hühnerberg (Neder-Oostenrijk)
De Hühnerberg is een heuveltop met een hoogte van 416 meter in Baden (Neder-Oostenrijk). De Hühnerberg ligt aan de oostrand van het Wienerwald.

## Geschiedenis
De heuvel zou genoemd zijn naar een reuzenhoen, die volgens de legenden de stad Baden gesticht heeft. Al van in de middeleeuwen stond er op de top van de Hühnerberg een driezijdige galg, waar misdadigers werden opgehangen. Ook was er een begraafplaats voor zelfmoordenaars, die niet op een christelijk kerkhof mochten begraven worden. De galg werd afgebroken in 1788.

## Theresienwarte
In 1884 werd op de Hühnerberg een uitkijktoren gebouwd. De Theresienwarte werd genoemd naar Theresia Göschl, die de bouw financierde. Deze toren werd in 1912 en 1980 gerenoveerd. In 2015 werd deze stenen toren vervangen door een nieuwe uitkijktoren uit metaal en hout. Deze toren is 18,48 meter hoog en biedt een uitzicht over Baden.